# Esquilo
Esquilo (en griego antiguo: Αἰσχύλος, Aischýlos; Eleusis, ca. 525 a. C.-Gela, ca. 456 a. C.) fue un dramaturgo griego. Predecesor de Sófocles y Eurípides, es considerado como el primer gran representante de la tragedia griega.

## Biografía
Nació en Eleusis (Ática) hacia el 525 a. C., lugar en el que se celebraban los misterios eleusinos. Pertenecía a una noble y rica familia de terratenientes. En su juventud fue testigo del fin de la tiranía de los Pisistrátidas en Atenas.
Luchó contra los persas en la batalla de Maratón (490 a. C.), en la de Salamina (480 a. C.) y, posiblemente, en la de Platea (479 a. C.).
Algunas de sus obras, como Los persas (472 a. C.) y Los siete contra Tebas (467 a. C.), son el resultado de sus experiencias de guerra. Fue también testigo del desarrollo de la democracia ateniense. En Las suplicantes (463 a. C.), puede detectarse la primera referencia que se hace acerca del "poder del pueblo", y la representación de la creación del Areópago, tribunal encargado de juzgar a los homicidas. En Las euménides (458 a. C.), se apoya la reforma de Efialtes (462 a. C.), transferencia de los poderes políticos del Areópago al Consejo de los Quinientos.
Se acusó a Esquilo de haber revelado los misterios de Eleusis, por lo que fue juzgado y absuelto.
Viajó a Siracusa invitado por Hiéron, para el que produjo Las mujeres de Etna en honor a la nueva ciudad que había fundado ese tirano, y puso de nuevo en escena Los persas. Tras la representación de la Orestíada (458 a. C.), volvió a visitar Sicilia, donde murió en Gela, entre el 456 y el 455 a. C.
Tuvo un hijo, Euforión, que, como él, fue poeta trágico.
Esquilo escribió 82 piezas (algunas fuentes las cifran en 90), consiguió su primera victoria en composición dramática en el 484 a. C., siendo sus rivales Pratinas, Frínico y Quérilo. Solo fue vencido por Sófocles, en el año 468 a. C.
De la importancia de la obra de Esquilo da fe el hecho de que se permitiera que sus obras fueran representadas y presentadas en el agón («certamen») en los años posteriores a su muerte, junto a las de los dramaturgos vivos; un honor excepcional, ya que era costumbre que las obras de los autores fallecidos no se pudieran presentar al agón.
De toda su obra, solo se conservan siete piezas, seis de ellas premiadas, y sustanciosos fragmentos de otras tantas.
Pese a la importancia de su obra, en su epitafio no fue recordado como poeta ni como dramaturgo, sino por su valor en la batalla de Maratón:

Αἰσχύλον Εὐφορίωνος Ἀθηναῖον τόδε κεύθει
μνῆμα καταφθίμενον πυροφόροιο Γέλας·
ἀλκὴν δ’ εὐδόκιμον Μαραθώνιον ἄλσος ἂν εἴποι
καὶ βαρυχαιτήεις Μῆδος ἐπιστάμενος.
‘Esta tumba esconde el polvo de Esquilo,
hijo de Euforio y orgullo de la fértil Gela
De su valor Maratón fue testigo,
y los medos de larga cabellera, que tuvieron demasiado de él.’
Anthologiae Graecae Appendix, vol. 3, Epigramma sepulcrale 17

### Leyenda sobre su muerte
Sobre su muerte, circulaba en la Antigüedad una anécdota legendaria que recogen diversos autores como Valerio Máximo, Plinio el Viejo, Claudio Eliano y el anónimo autor de la Vida de Esquilo, además del artículo sobre el autor de la Suda. Mientras se había retirado a meditar o escribir a las afueras de la ciudad de Gela, Esquilo habría muerto al recibir sobre su cabeza el impacto del caparazón de una tortuga que había arrojado un águila o un buitre (ya que este animal suele arrojar huesos contra el suelo para romperlos y alimentarse de ellos). El ave habría confundido su cabeza calva con una roca. Previamente, un oráculo le había emitido la predicción de que un dardo venido del cielo lo mataría.

## Características generales
Esquilo era muy dado a condensar sus obras en trilogías ligadas, que trataban sobre algún tema en particular, aunque cada parte conservaba su sentido completo y podía ser perfectamente representada por separado. Los primeros tres dramas de una secuencia de cuatro dramatizaban episodios consecutivos del mismo mito, y el drama satírico que seguía contenía una historia relacionada con los mismos. En los concursos dramáticos se representaban tres tragedias además de un drama satírico, con el que se relajaba la tensión del público. Tras su época, la trilogía ligada quedó como una opción ocasional, mientras que muchísimas puestas en escena consistían en cuatro dramas independientes.
Los persas (472 a. C.), Los siete contra Tebas y Las suplicantes son dramas de dos actores ya que fue Esquilo el que introdujo el segundo actor en escena, disminuyendo la intervención de los coros, haciendo posibles el diálogo y la acción dramática. Los diálogos principales son fundamentalmente entre personajes y coro con una gran variedad de esquemas estructurales y un ritmo de acción más bien lento. Este es uno de los rasgos principales del arcaísmo del teatro de Esquilo.
En la Orestíada (Agamenón, Las coéforas, y Las euménides), Esquilo dispone de skené, de ekkyklema, de mechane y de un tercer actor, como vemos en la escena del Agamenón en la que aparecen en un agón Agamenón y Clitemnestra, estando presente, en silencio, Casandra.
El interés central de los dramas de Esquilo se halla, principalmente, en la situación y en su desarrollo, más que en los personajes. No obstante, se considera que el personaje que ha sido más trabajado por el autor es Clitemnestra, particularmente en la tragedia Agamenón, donde la necesidad estimula su capacidad para fingir. Esto, junto a su versatilidad, la convierten en uno de los personajes más destacados de todas las tragedias griegas.
Los coros esquileos casi siempre gozan de una personalidad fuerte y peculiar; sus palabras, junto a la música y la danza, contribuyen a llamar la atención sobre los profundos temas del teatro de Esquilo, determinando el tono de todo el drama. Los coros esquileos tienen, a menudo, una importancia sustancial en la acción. Las Danaides y las Erinias son, de hecho, las principales protagonistas de sus dramas.
El estilo lírico de Esquilo es claro pero con una fuerte tendencia a lo arcaico y con rasgos hómericos. Sobresalen, al presentar modelos de lenguaje y de imágenes, metáforas, símiles, campos semánticos determinados, elaborándolos hasta los detalles más mínimos y manteniéndolos a lo largo de todo el drama o de la trilogía.
Otra característica peculiar es el decoro trágico: el protagonista tiene que expresarse como lo que es; por ejemplo, en el caso de Agamenón, este debe hablar como lo haría un héroe trágico.
También es audaz, y está dotado de una gran imaginación a la hora de aprovechar los aspectos visuales de sus dramas: el contraste entre el vestido de la reina persa al entrar en su carroza y la vuelta de Jerjes vestido solo de harapos; la caótica entrada del coro en Los siete contra Tebas; las Danaides de aspecto africano, vestidas exóticamente, su enfrentamiento con los soldados egipcios; la alfombra púrpura que llevará a Agamenón a la muerte; Las Erinias en escena; la procesión con que concluye la Orestíada, etcétera, demuestran su dominio de la técnica teatral y de la escenografía.

## Temas y elementos fundamentales
El sufrimiento humano es el tema principal en el teatro esquileo, un sufrimiento que lleva al personaje al conocimiento (recordar la máxima del páthei máthos, el conocimiento a través del sufrimiento) y que no está reñido con una fuerte creencia en la justicia final de los dioses. En la producción de Esquilo, el sufrimiento humano tiene siempre causa directa o indirecta en una acción malvada o insensata que conduce a la desgracia de los protagonistas pero que puede haber sido heredada por los mismos. Es fundamental, a este respecto, la fuerza del genos, de la herencia de la culpa y de los lazos de sangre, que provoca que las faltas de los antepasados sean heredadas por los protagonistas míticos actuales, como ocurre con el enfrentamiento entre Atreo y Tiestes, que empaña las existencias de Agamenón, Egisto y, más tarde, Orestes. Por lo tanto, en ocasiones, se trata de víctimas indirectas que, a veces, incurren ellas mismas en una culpa mayor o menor, pero de las que muchas son completamente inocentes.
Un elemento clave en el teatro esquileo es la sustitución, en la escena final, de la violencia por la persuasión, como vemos en la Orestíada. Casi siempre, los dioses son severos e implacables, y los mortales se encuentran prisioneros, sin esperanza, pese a que puedan elegir cómo afrontar su propio destino. En las últimas producciones de Esquilo, sobresale un concepto diferente de la divinidad, como ocurre en la Orestíada, en la que las divinidades conocidas como las Coéforas se convierten en Euménides, en responsables y afectuosas protectoras de los mortales que lo merecen.
Esquilo está muy interesado en la vida comunitaria de la polis, y todas sus obras conservadas tienen aspectos visiblemente políticos. Parece ser un gran opositor de la democracia (en Las suplicantes, la decisión del rey se demora por culpa de la consulta popular, lo que supone un gran riesgo para la supervivencia de su pueblo), un mundo cuyos elementos aparecen por primera vez en Las suplicantes. En todos los dramas de Esquilo aparece el contraste entre el individuo potente y dedicado a sus intereses, así como al control del Estado, y cuyos actos, frecuentemente irresponsables, amenazan con arruinarlo, y la comunidad, que debería tener el control de sí misma y cuyas acciones colectivas aseguran la salvación general.

## Obras

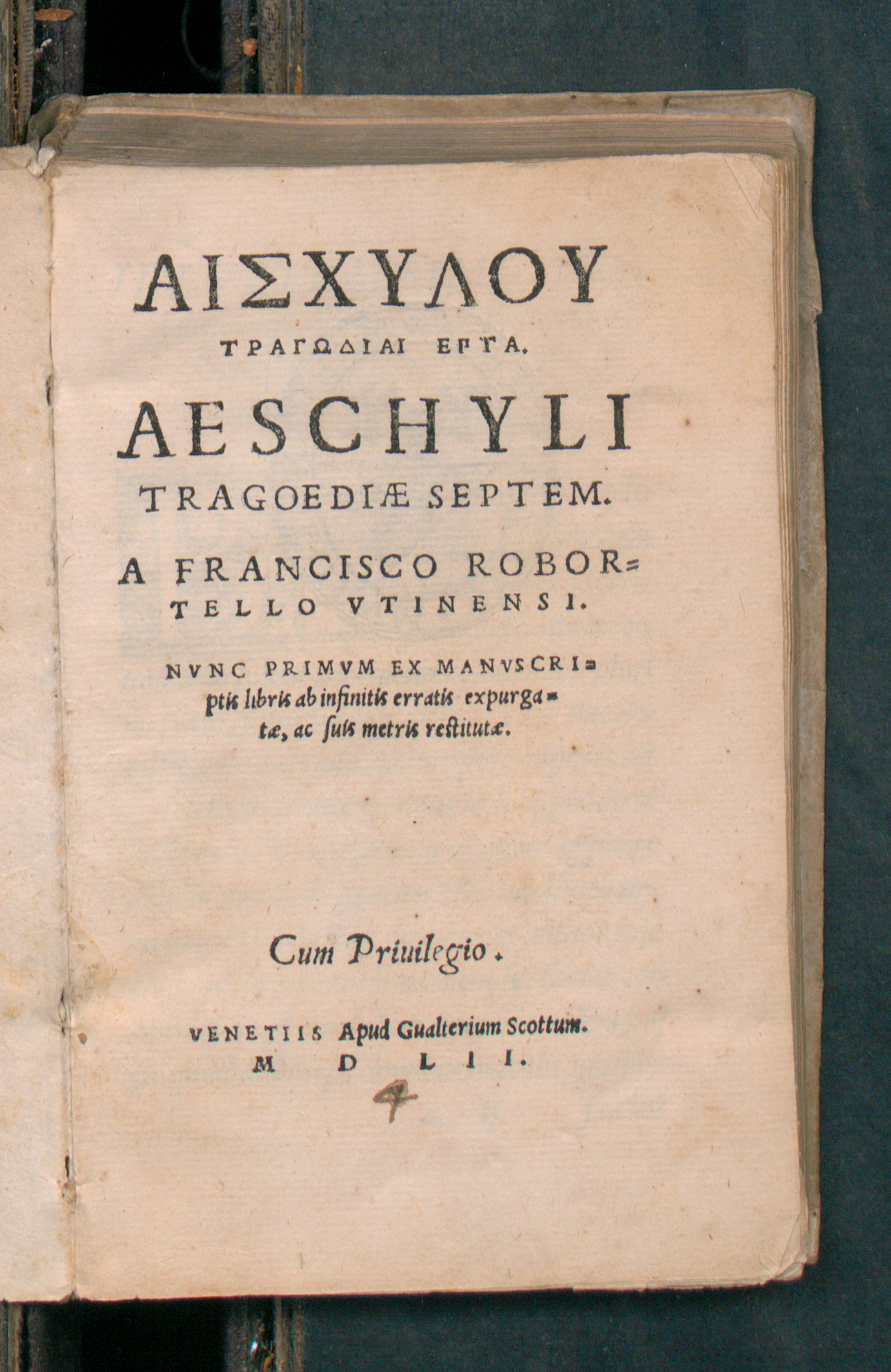
Aeschyli Tragoediae septem, 1552

Según la enciclopedia bizantina Suda, Esquilo habría compuesta 90 tragedias, de las cuales solo se nos han conservado siete completas. El Códice Mediceo (también conocido como Codex Laurentianus 32-39), el manuscrito más antiguo de la obra de Esquilo, que data de la segunda mitad del siglo X y se encuentra actualmente en la Biblioteca Laurenciana de Florencia, transmite un catálogo en el que figuran los títulos de 73 obras de Esquilo ordenados alfabéticamente, si bien este se encuentra incompleto. En efecto, la transmisión indirecta nos ha dado a conocer un total de 82 títulos, cifra que se aleja tanto de los títulos consignados en el catálogo como de la noticia de la Suda, cuestión para la cual los estudiosos han planteado numerosas soluciones. Gracias a la gran influencia de la obra del poeta en la Antigüedad, se ha podido reunir una sustancial colección de fragmentos y referencias de la obra perdida de Esquilo.  En cuanto al número de victorias teatrales en los certámenes atenienses, tanto el mencionado artículo de la Suda como la vida anónima del poeta coinciden en que Esquilo venció en un total de 13 ocasiones. Su primera victoria data del año 484 a. C., durante el arcontado de Filócrates en Atenas. Aunque se desconoce en qué año participó por primera vez en los certámenes literarios, los testimonios antiguos parecen indicar que su primera participación tuvo lugar en el primer lustro del siglo V a. C.
Las obras conservadas de Esquilo son las siguientes:
- Los persas (472 a. C.)
- Los siete contra Tebas (467 a. C.)
- Las suplicantes (463 a. C.)
- Orestíada (458 a. C.) que comprende:
  - Agamenón
  - Las coéforas
  - Las euménides
- Prometeo encadenado (autoría en discusión)

Por testimonios de autores posteriores sabemos que Esquilo compuso también elegías, de las cuales se tiene conocimiento muy reducido. También se le atribuyeron ciertos epigramas, entre ellos su famoso epitafio.